# 黑魯塞尼亞
黑魯塞尼亞（拉丁語：Ruthenia Nigra)、Black Rus'，白俄羅斯語：，羅馬化：Čornaja Ruś，立陶宛語：，波蘭語：）是代指上涅姆纳斯河的一个历史区域的名称，其范围大概包括新格鲁多克、格罗德诺和斯洛尼姆。 除此以外，黑魯塞尼亞还包括瓦夫卡维斯克和比亚韦斯托克。 黑魯塞尼亞表示的地区自古以来就是约特文人的居住地，“黑魯塞尼亞”这个名称相对来说出现得比较晚。 与“白鲁塞尼亚人”不同的是，因为在此区域的人们从未称自己为“黑魯塞尼亞人”。